# روي أمبلر
روي أمبلر (بالإنجليزية: Roy Ambler)‏ هو لاعب كرة قدم بريطاني، ولد في 2 ديسمبر 1937 في ويكفيلد في المملكة المتحدة، وتوفي في 5 مايو 2007 في ليدز في المملكة المتحدة. لعب مع شروزبري تاون وليدز يونايتد ونادي ريكسهام ونادي ساوثبورت ونادي يورك سيتي.